# Regeringen Rotwitt
Regeringen Rotwitt var Danmarks regering 2. december 1859 – 24. februar 1860. Efter konseilspræsidentens død 8. februar 1860 indgav samtlige ministre deres dimissionsbegæring og entledigedes 24. februar 1860.
Ændringer: 8. februar 1860
Den bestod af følgende ministre:
- Konseilspræsident:

C.E. Rotwitt til 8. februar 1860, derefter fungerede
C.F.A.B. Blixen-Finecke
- Udenrigsminister: C.F.A.B. Blixen-Finecke
- Finansminister: R. Westenholz
- Indenrigsminister: J.C. Jessen
- Justitsminister:

C.E. Rotwitt til 8. februar 1860, derefter
J.C. Jessen
- Minister for Kirke- og Undervisningsvæsenet: V.A. Borgen
- Krigsminister og Marineminister: H.N. Thestrup
- Minister for Slesvig: C.F.A.B. Blixen-Finecke
- Minister for Holsten og Lauenborg:

C.E. Rotwitt til 8. februar 1860, derefter
R. Westenholz